# J. D. Newsom
John Dimmock Newsom (Shanghai, 1893 - Roma, 24 de abril de 1954), conocido como J. D. Newsom, fue un escritor, novelista. cuentista y editor estadounidense, además de ser director nacional del Federal Writers Project.
Colaboró activamente en Short Stories con relatos de aventuras protagonizadas por la Legión Extranjera Francesa, entre ellos historias humorísticas sobre los legionarios Mike Curialo y Albert Withers. Además, fue autor de varias novelas con la misma temática, incluyendo Legionnaires, Drums of the Legion (1928), Cockney of the Legion (1937), London Legionnaire (1939) y Wiped Out: Stories of the French Foreign Legion (1926).
En 1937, se estrenó Trouble in Morocco, una adaptación para el cine de Paul Franklin dirigida por Ernest B. Schoedsack de uno de sus cuentos titulado Sowing Glory de 1933.